# Enca
Enca, właściwie Ruensa Haxhia (ur. 19 października 1995 w Tiranie) – albańska wokalistka popowa.

## Życiorys
W 2011 roku wzięła udział w 1. edycji programu The Voice of Albania.
W 2012 roku wzięła również udział w festiwalu muzycznym Kënga Magjike.
W 2017 roku podpisała kontrakt z wytwórnią Universal Music Group.

## Dyskografia[1]

### Albumy
| Rok  | Teledysk                           |
| ---- | ---------------------------------- |
| 2017 | Self made (The singles collection) |

### Teledyski
| Rok  | Teledysk                        |
| ---- | ------------------------------- |
| 2012 | The best of                     |
| 2012 | Kjo verë                        |
| 2012 | All I want for Christmas is you |
| 2013 | Jepe tash                       |
| 2013 | Real Love                       |
| 2014 | Ishim ne                        |
| 2014 | Ata nuk e din                   |
| 2014 | A po t'pëlqen                   |
| 2014 | Edhe njo                        |
| 2014 | Golden Eagle                    |
| 2015 | Kjo vere                        |
| 2015 | Soul killa                      |
| 2015 | Call me Goddess                 |
| 2016 | Dreq                            |
| 2016 | Bow down                        |
| 2017 | Love on my body                 |
| 2017 | Ciao                            |
| 2018 | Dua                             |
| 2018 | Rendez-vous                     |
| 2018 | Kujt po i han                   |
| 2019 | Balad                           |
| 2019 | Hajde                           |
| 2019 | Jealous                         |
| 2019 | Mwah                            |
| 2020 | Amor                            |
| 2020 | Ku mete?                        |
| 2020 | Break down                      |
| 2021 | Nashta                          |
| 2021 | Rakia                           |
| 2021 | Suavele                         |
| 2022 | Kalle                           |